# Élisabeth Perceval
Élisabeth Perceval est une actrice, scénariste et cinéaste française.

## Biographie
Née dans une famille modeste, dernière d’une lignée de sept enfants, elle est élevée dans une cité de Nanterre. Son père est ouvrier chez Citroën, sa mère vendeuse occasionnelle. Elle a douze ans quand une partie de la famille émigre au Québec, pour y trouver une vie meilleure. Là-bas, le père change sans cesse de travail et les déménagements se multiplient.
À dix-sept ans, elle entre à l’École nationale de théâtre de Montréal. C’est le début d’un long bouleversement, une renaissance avec la découverte de l’enseignement, la rencontre avec les livres, les auteurs tels que Brecht, Shakespeare, Racine, Tennessee Williams, Tchekhov, etc. À la fin de ses trois années d’études, elle est enceinte de cinq mois lorsqu'elle passe le concours de fin d’année, dans les rôles de Juliette dans Roméo et Juliette et de Nina dans La Mouette de Tchekhov.
En mai 1970, elle arrive à Paris avec son fils, pour y exercer son métier de comédienne. Elle retrouve son frère, le comédien Daniel Bart, qui trois semaines après son arrivée, lui présente Bruno Bayen, lequel lui prête sa chambre d’étudiant à l’École normale supérieure de la rue d’Ulm. Commence alors une vie de couple avec celui-ci et dix ans d’une intense collaboration artistique.
Les deux jeunes gens fondent leur compagnie La Fabrique de Théâtre. Bruno Bayen met en scène et Élisabeth joue sous le nom d'Elsa Pierce. Ils montent de nombreux spectacles comme L’Intervention de Victor Hugo (Festival d’Avignon).
Elle coécrit avec Bayen et joue dans Madame Hardie d’après une nouvelle de Brecht, La Danse macabre de Frank Wedekind (Théâtre de la Bastille), Lucile, dans La Mort de Danton de Georg Büchner (Chaillot, La Cité Universitaire), la Princesse dans Torquato Tasso de Goethe (théâtre de Gennevilliers). La Compagnie est nommée au centre Dramatique de Toulouse. Une quinzaine d’acteurs viennent y répéter un spectacle fleuve, Parcours sensible, qui va de Meyerhold à Michel Deutsch, en passant par Tchekhov, Brecht, Maïakovski, Gorki... En 1978, elle joue le rôle de Macha dans La Mouette aux côtés de Marcel Bozonnet (Tréplev) et Christine Boisson (Nina).
Elle fait ensuite la rencontre de Nicolas Klotz. Une nouvelle vie commence avec la naissance de leurs deux enfants (la réalisatrice Héléna Klotz et le musicien Ulysse Klotz). Elle poursuit son métier dans une aventure de quatre mois de représentations à Bobigny dans Les Fiancés de la Banlieue Ouest, pièce écrite par Bruno Bayen et Louis-Charles Sirjacq.
Après un mois de représentations, Jean-Pierre Léaud étant contraint de quitter le spectacle à la suite d’une hospitalisation, Bruno Bayen reprend son rôle.
En 1978, Elisabeth joue aux côtés d’Emmanuelle Riva, Françoise Lebrun et Anouk Grinberg dans Remagen, adapté d'un texte d’Anna Seghers et mis en scène par Jacques Lassalle ; le spectacle est présenté au Festival d’Avignon. En 1981, elle participe au côté de Philippe Clévenot à la création française de La Chute de L'Égoïste Fatzer de Bertolt Brecht, mis en scène par Bernard Sobel au Théâtre de Gennevilliers. Toujours au Festival d’Avignon, La Nuit d’Irlande de Bruno Bayen, mis en scène par Hélène Vincent, puis une mise en espace de Bruno Boeglin, à Théâtre Ouvert, où elle interprète Ulrike Meinhof.
Avec trois enfants, il lui devient de plus en plus difficile de suivre les nombreuses tournées.
Elle joue dans La Nuit Bengali  premier long métrage de Nicolas Klotz tourné à Calcutta, puis elle écrit un premier scénario : Schliemann, d’après la vie de l’archéologue qui découvrit la ville de Troie.
Elle est aussi la scénariste de La Nuit sacrée mis en scène par Nicolas Klotz, d’après un diptyque de Tahar Ben Jelloun – le livre éponyme et L’Enfant de Sable.  Commence une collaboration où Klotz et Perceval partagent leur travail entre théâtre et cinéma qui se poursuit sur plusieurs décennies. Ils fondent la compagnie L’Asile. Élisabeth écrit une adaptation de Belle du Seigneur d’Albert Cohen et y interprète le rôle d’Ariane. Le spectacle est joué plus d’une centaine de fois au Festival d’Avignon, en France et à travers l’Europe. Vient ensuite Roberto Zucco de Bernard-Marie Koltès où elle joue La Sœur.
La rencontre avec le Groupe T’chan’G et les textes de Didier-Georges Gabily, ainsi que l’œuvre de Heiner Müller, de Bernard-Marie Koltès, de Sarah Kane, de l’historien de l’art Georges Didi-Huberman et du philosophe Jean-Luc Nancy, sont pour Klotz et Perceval, des chocs esthétiques, politique et poétique qui les conduiront vers une radicalisation de leur travail de cinéma. Pendant plus d’un an, Élisabeth rencontre les personnes qui vivent dans la rue, va dans les différentes structures d’accueils aux sans logement, rencontre Xavier Emmanuelli puis Jacques Hassin, et passe ses journées au CHAPSA (Centre d’hébergement et d’Assistance Pour Personnes Sans-Abri )de Nanterre.
Elle commence aussi l’écriture de Paria. Le film se tournera grâce à l'Unité Fiction de la chaîne ARTE et son directeur Pierre Chevalier. La même année, ils sont accueillis au théâtre du Radeau, par François Tanguy, où Élisabeth et cinq acteurs travailleront L’Intrus de Jean Luc Nancy, sous la direction de Nicolas Klotz, spectacle joué à Théâtre Ouvert, au Festival Friction de Dijon et à la Fonderie.
Alors qu’elle fait des repérages pour un tournage avec des étrangers en attente, images qui seront diffusées sur une dizaine de téléviseurs sur le plateau de L’Intrus, elle poursuit ses recherches. Pendant deux ans, elle rencontre des demandeurs d’asile dans les squats, les hôtels sans étoile, à France terre d'asile, la Cimade, la Croix-Rouge française, dans les Sonacotra, etc., et commence l’écriture de La Blessure. Le montage financier s’avère un peu plus simple grâce au soutien de l’Unité Fiction et de Pierre Chevalier. Pendant le développement de La Blessure, elle écrit La Question humaine d’après le livre éponyme de François Emmanuel.
Elle travaille pendant un an avec les sans-papiers qui joueront dans La Blessure. Le film se tournera l’été de la canicule 2003. Au début du tournage ils apprennent que le scénario de La Question humaine a obtenu l’Avance sur recettes à l’unanimité. Elle écrit également un essai La Blessure édité par Les Petits Matins, qui retrace l’expérience de ses rencontres avec les demandeurs d’asile et le trajet de son écriture.
Malgré l’obtention d'une aide du CNC (Centre national de la cinématographie) et une coproduction de Cinécinéma, trois ans se sont écoulés et Paulo Branco n’arrive pas à finir le montage financier. Afin de ne pas perdre le CNC et Cinécinéma, Klotz et Perceval proposent à Sophie Dulac Production de reprendre La Question humaine. Paria, La Blessure, et La Question humaine qui composent La Trilogie des Temps Modernes.
Klotz et Perceval signent l’hiver 2008 une option pour leur prochain long métrage, Low Life, avec Les Films du Losange. C’est la première fois qu’Élisabeth Perceval sera payée pour l’écriture d’un scénario, 2 000 euros bruts mensuel. Dix mois plus tard la production Les Films du Losange, ne lèvera pas l’option et Klotz et Perceval se retrouvent à la rue. La production  propose Gilles Sandoz pour reprendre le projet. Sandoz n’a plus le droit de produire et se trouve dans l’impossibilité d’obtenir le moindre crédit auprès des banques.
La bonne nouvelle de Canal+ et de Rhône-Alpes Cinéma dans le financement de Low Life redonne un peu d’espoir. La production de Sandoz, Maïa Cinéma, en fusionnant avec Agora Films, a permis à Low Life de se faire et à Sandoz de se remettre en selle. Le film se tourne sur trente-deux jours en octobre-novembre 2010.
En avril 2013, Élisabeth Perceval et Nicolas Klotz réalisent avec la collaboration d'Ulysse Klotz (Aamourocéan) pour la Galerie Overgaden à Copenhague Collectif Ceremony, une installation cinématographique qui entremêle les motifs de la chasse à l'homme, de la poursuite et de la persécution à travers l'Histoire du Cinéma. L'installation se déploie dans trois salles qui portent chacune un nom : TheRandomBedroom, Nous ne figurons pas dans le paysage et Najgo !, ainsi qu'un espace intime où sont projetés deux courts métrages réalisés pour l'occasion avec Vincent Macaigne, Luc Chessel et Silvia Costa. En juillet 2013, ils présentent leur nouveau film, Le Vent souffle dans la Cour d'honneur, au Festival d'Avignon, suivi de cinq projections au cinéma Utopia. C'est une peinture documentaire tournée entre février 2012 et janvier 2013 de 102 min sur les utopies contemporaines du Festival d'Avignon, avec Thomas Ostermeier, Roméo Castellucci, Arthur Nauzyciel, Simon McBurney, Christophe Honoré, Nicolas Stemann, Stanislas Nordey, Dieudonné Niangouna.
Le Vent souffle dans la Cour d'honneur est diffusé sur ARTE dans une version légèrement raccourcie le 13 juillet 2013 à 20 h 40, ensuite sur France 2 le 20 juillet dans sa version intégrale en deuxième partie de soirée.
En 2021, le Centre Pompidou organise une esposition et unerétrospective consacrées aux films du duo de réalisateurs Élisabeth Perceval/Nicolas Klotz,.

## Filmographie

### Cinéma

#### Longs métrages
- 2012 : Low Life : Compétition Internationale Festival de Locarno, Toronto International Film Festival, Vancouver International Film Festival, Montréal Festival du Nouveau Cinéma, BFI London Film Festival, Sao Paulo International Film Festival, Festival International de Cine de Gijon, New York French Cinema, Jeonju International Film Festival, Riviera Maya film Festival, Buenos Aires Festival International de Cine Independente (BAFICI), Festival de Copenhague
- 2010 : Zombies
- 2007 : La Question humaine, à partir du récit de François Emmanuel : Quinzaine des Réalisateurs, Festival de Cannes, Festival de Gijon, Festivals de Copenhague, Chicago, Vancouver, Nouveau Cinéma de Montréal, Londres, Vienne, Gijon, New York, Buénos Aires, Mostra de Sao Paulo, Boston, Hong-Kong, Corée…
- 2004 : La Blessure : Quinzaine des Réalisateurs Festival de Cannes, Grand prix du Festival Européen Cinessonne, Festivals de Montréal, Londres, Buénos Aires, Mostra de Sao paulo, Genève, New York…
- 2000 : Paria : Prix Spécial du Jury au Festival International de San Sébastien (2000), Double prix d'Interprétation masculine Festival Tout Écran de Genève, Sélection ACID Festival de Cannes (2001)
- 1993 : La Nuit sacrée à partir d'un diptyque de Tahar Ben Jelloun, (La Nuit sacrée et L'Enfant de sable) : Festival International de Tokyo.

#### Moyens métrages
Présentés au festival Théâtre au Cinéma de Bobigny
- 2012 : Le Tourment de vivre et de ne pas être Dieu d'après Quartett de Heiner Müller
- 2012 : Il faut que l'homme s'élance au-devant de la vie d'après Quartett de Heiner Müller

#### Courts métrages
Produits par Kidam
- 2013 : Lucile avec Silvia Costa, Baby Dee, Seventh Heaven de Frank Borzage
- 2013 : Pour se frayer un chemin à travers la jungle, il est bon de frapper devant soi avec un bâton pour écarter les dangers invisibles avec Vincent Macaigne, Luc Chessel, Silvia Costa

Produits par Petits et Grands Oiseaux
- 2011 : Riz au lait, odeur de poudre
- 2009 : Il faut travailler (plus que) tous les jours
- 2008 : Le Cri du mendiant
- 2008 : Poptones
- 2008 : Cantos
- 2008 : Les Antigones

Courts métrages Talents Cannes
- 2007 : La Consolation
- 2007 : Jeunesse d'Hamlet d'après Hamlet-machine de Heiner Müller, produit par Les Films du Poisson, Adami et FR 2

### Documentaires
- 2022 : Quand la maison brûle  (coréalisateur : Nicolas Klotz)[2].
- 2018 : L'Héroïque Lande, la frontière brûle (coréalisateur : Nicolas Klotz)[5],[6],[7].
- 2013 : Le Vent Souffle sur la Cour d'Honneur
- 2009 : Julio et le Génie
- 2009 : Dans la cité des 3000
- 2008 : Dialogues clandestins
- 2008 : Dialogues clandestins
- 2003-2004 : Dialogues clandestins
- 2001 : Dialogues clandestins

### Installations vidéo
- 2013 : Collectif Ceremony : Galerie Overgaden Copenhague, CPH PIX International Film Festival
- 2010 : Identités : École d'Art de Biarritz
- 2009 : Vicious Bar Avant Low Life : CCCB Barcelone, Festival de Gijon
- 2009 : Les Champs de Bataille : Temps d'Images, La Ferme du Buisson

### Scénarios écrits avec d'autres cinéastes

#### Longs métrages
- 2010 : L'Âge atomique de Héléna Klotz, produit par Kidam : Grand Prix festival d'Angers, Prix de la Critique Internationale Festival de Berlin Festival d'Angers, Berlinale (sélection Panorama), Buénos Aires, Copenhague…
- 2008 : Le Festin des chiens, de Héléna Klotz

#### Documentaires
- 2009 : Dans la forêt de Boreck de Max Hureau, produit par Agat Films & Cie : Festivals d'Arcueil et de Shanghaï en Chine
- 2005 : À l'est de Walbrych de Max Hureau, produit par Agat Film & Cie : Festivals de Nyon en Suisse (mention spéciale du jury), d'Arcueil, de Triest en Italie et FIPA de Biarritz

#### Courts métrages
- 2004 : Le léopard ne se déplace jamais sans ses taches de Héléna Klotz, produit par Les Films du Poisson : Prix pour une Résidence d'Écriture du Festival de Pantin, Grand Prix de Digne, Prix du meilleur film Français Aix, Festival de Locarno…

## Publications
- 2005 : La Blessure, essai, ARTE Éditions, Les petits matins
- 1975 : Madame Hardie, pièce de théâtre, d'après un récit de Bertolt Brecht.